# 泥撅處羅可汗
泥撅處羅可汗（？—619年），阿史那氏，名达漫，西突厥可汗，又作易萨那笃汗、易婆那可汗，简称处罗可汗。泥利可汗之子，母汉人向氏。
泥利可汗死后，达漫即位，率部驻牧乌孙故地（今伊犁河流域）。603年，达头可汗败于隋朝，投奔吐谷浑，泥撅處羅可汗占据西突厥之地。因抚御失道，苛敛属部，铁勒诸部群起反抗，屡相攻战。后受隋使崔君肃劝抚，遣使朝贡。610年，拒隋炀帝之约，推辞赴大斗拨谷（今甘肃民乐县东南甘、青二省交界处扁都口隘路）相会，隋炀帝纳裴矩策，支持达头可汗的孙子射匮可汗兴兵攻袭。之后，射匮可汗反击。处罗兵败，退保时罗漫山（今新疆哈密北天山）。后受母向氏劝导，在611年（大业七年）十二月，达漫与弟阙达设、特勤大奈东投隋朝，留居长安。次年，随隋炀帝东征高句丽，隋炀帝封达漫为曷娑那可汗，614年正月，为他娶宗室女信义公主为妻。之后隋炀帝巡幸，都让达漫跟随。618年江都之乱，隋炀帝被杀，达漫随宇文化及至河北。宇文化及将败，达漫奔归唐朝京师长安，封归义郡王。619年，唐高祖将达漫交给东突厥始毕可汗的使臣，达漫被杀。唐太宗即位后，以礼改葬。